# Pascale Fontenel-Personne
Pascale Fontenel-Personne, née le 26 mai 1962 au Mans, est une femme politique française.
Elle est élue députée de la Sarthe en 2017, sous l'étiquette de La République en marche. Elle quitte le parti en novembre 2019, avant de s'apparenter au groupe MoDem en septembre 2020.

## Biographie
Pascale Fontenel-Personne est née le 26 mai 1962 au Mans. 

### Carrière dans la musique
À la fin des années 1980, Pascale Fontenel écrit ses propres chansons. En 1987, elle présente sa candidature à la sélection française pour le Concours Eurovision de la chanson 1987. Elle est retenue parmi les candidats finalistes participants à la finale télévisée de la sélection française. Le 4 avril 1987, lors de la finale de la sélection française, diffusée sur Antenne 2, elle chante Bonheur ordinateur, écrit par Yves Belluardo. Un panel de 1 000 téléspectateurs français sondés par téléphone par TNS Sofres est chargé d'élire l'artiste qui représentera la France. Pascale Fontenel termine dernière sur les dix candidats tandis que Christine Minier remporte la compétition.
En 1995, la ville du Mans charge Pascale Fontenel de créer « Le Mans cité chanson ». Elle organise et présente ce spectacle pendant onze ans, jusqu'en 2006.

### Carrière dans le tourisme
Directrice du développement aux côtés d'André Trigano, de 1989 à 2005, Pascale Fontenel-Personne développe le chèque-vacances. De 2012 à 2017, elle dirige la société Accesstour, une entreprise d'une dizaine de personnes spécialisée dans les services à la personne, les transports et le tourisme,.

### Carrière politique
Pascale Fontenel-Personne se présente aux élections législatives de 2017 dans la troisième circonscription de la Sarthe, comme candidate du parti d'Emmanuel Macron, La République en marche. Elle est élue députée au second tour de scrutin, avec 53,69 % des voix, face à Béatrice Pavy, candidate des Républicains,. Elle siège au groupe La République en marche.
Elle se voit confier en mars 2019 par le Premier ministre Édouard Philippe une mission sur le tourisme social,.
En désaccord avec le fonctionnement du parti, elle quitte LREM en novembre 2019, tout en continuant de se décrire « macroniste ». Le 2 décembre, elle devient apparentée du groupe majoritaire.
Elle devient apparentée au groupe MoDem en septembre 2020. Elle est battue lors des élections sénatoriales de 2020 dans la Sarthe où elle arrive en cinquième position avec 7,94% des suffrages.

## Controverse
En septembre 2017, un article de Marianne révèle que la société « Access Tour Le Mans » prévoit d'organiser une excursion, facturée 119 euros par personne, ayant pour but la visite de l'Assemblée nationale en présence de la députée. La visite de l'Assemblée étant gratuite, et compte tenu de la situation de la députée, dirigeante de la société avec son mari, le média évoque un manquement au respect du code de déontologie de l'institution. En réponse, Pascale Fontenel-Personne affirme que la visite de l'Assemblée était déjà proposée par sa société avant son élection, que le prix demandé ne prend en compte que les coûts de transport et de repas, qu'aucune visite n'a été organisée depuis son élection, qu'elle est en train de céder ses parts de la société et que celle-ci n'organisera plus d'excursion de ce type.
En réaction, le président de l’Assemblée nationale François de Rugy saisit la déontologue dont les recommandations seront suivies par la députée, laquelle reconnaît finalement « une erreur ». Fin septembre, le bureau de l'Assemblée lui adresse un rappel à l'ordre (premier niveau des peines disciplinaires prévues par le règlement de l'Assemblée).